# Piloto
Il Piloto, pseudonimo di Giovanni di Baldassarre (Firenze, 1460 circa – 1536), è stato un orafo e scultore italiano, specializzato nelle opere di metallo di grandi dimensioni.
Protetto dal maggiordomo ducale Pier Francesco Riccio, a Firenze eseguì, tra l'altro, le imposte di rame delle finestre di palazzo Medici e la sfera sulla lanterna della Sagrestia Nuova di Michelangelo. Nel 1529 fu col Buonarroti a Venezia e nel 1534 fu a Roma.